# Ранчи
Ра́нчи (хинди राँची) — город в Индии, столица штата Джаркханд. Является важным политическим, коммерческим, промышленным и образовательным центром восточной Индии.

## География
Город расположен на плато Чхота-Нагпур. Область вокруг Ранчи богата небольшими реками ниспадающими с гор, и получила название «Город водопадов». Самые известные водопады — Дашам, Хундру, Хирни и Пандчгхат.
Река Субарнарекха и её притоки образуют местную речную систему. Несколько дамб и каналов обеспечивают потребности жителей в воде.
Холмистая топография и густые тропические леса обеспечивают в Ранчи сравнительно умеренный климат по сравнению с остальной территорией Индии.

## Климат
| Показатель                    | Янв. | Фев. | Март | Апр. | Май  | Июнь  | Июль  | Авг.  | Сен.  | Окт. | Нояб. | Дек. | Год    |
| ----------------------------- | ---- | ---- | ---- | ---- | ---- | ----- | ----- | ----- | ----- | ---- | ----- | ---- | ------ |
| Средний суточный максимум, °C | 23,0 | 25,8 | 31,2 | 35,5 | 37,2 | 33,5  | 29,3  | 28,8  | 29,1  | 28,5 | 25,9  | 23,2 | 29,3   |
| Средняя температура, °C       | 16,5 | 19,2 | 24,1 | 28,5 | 30,4 | 28,6  | 26,0  | 25,7  | 25,5  | 23,8 | 20,0  | 16,7 | 23,8   |
| Средний суточный минимум, °C  | 10,0 | 12,6 | 17,0 | 21,4 | 23,6 | 23,7  | 22,7  | 22,5  | 21,8  | 19,0 | 14,0  | 10,2 | 18,2   |
| Норма осадков, мм             | 20,5 | 25,7 | 18,9 | 41,2 | 58,5 | 216,3 | 337,9 | 326,8 | 273,2 | 99,7 | 16,0  | 6,1  | 1440,8 |
| Источник:                     |      |      |      |      |      |       |       |       |       |      |       |      |        |

## Демография
На 2011 год население города составляло 1 126 741 человек, из них 52,07 % мужчины и 47,93 % женщины. Уровень грамотности 88,42 %, выше, чем средний национальный уровень; грамотность среди мужчин составляет 92,87 %, среди женщин 83,60 %. 11,41 % населения — дети до 6 лет.

## Экономика
- Индийский металлургический центр

## Транспорт
Автомобильный
Через Ранчи проходят два шоссе национального значения (NH-23 и NH-75), также планируется постройка окружной дороги которая будет соответствовать всем международным стандартам.
В городе полностью отсутствует автобусный внутригородской транспорт, его заменяют большое количество авто- и моторикш также распространено такси.
Междугородние и пригородные перевозки осуществляются частной и государственной автобусными станциями.
Железнодорожный
В последние 3-4 года в Ранчи очень стремительно развивался железнодорожный транспорт, объём перевозок, как грузовых так и пассажирских, вырос в несколько раз.
На настоящее время в Ранчи имеется железнодорожная связь со многими значимыми городами Индии — Нью-Дели, Мумбаи, Колката,Ченнаи, Бангалор, Джайпур, Патна и т. д.
Железнодорожные станции в городе: Татисилваи, Намкум, Ранчи, Аргора и Хатиа.
Авиационный
В Ранчи находится аэропорт внутреннего значения — «Bhagwan Birsa Munda Airport», управляемый Службой аэропортов Индии. Здание терминала расположено примерно в 7 км к югу от центра города.
Ежедневно осуществляется 5 рейсов в Дели и 3 в Колкату, также есть рейсы в Мумбаи, Патна, Бхубанешвар и Чандигарх.